# Giovanni Silva (futbolista)
Giovanni Silva de Oliveira (n. en Abaetetuba, Brasil, el 4 de febrero de 1972), más conocido simplemente como Giovanni, es un exfutbolista brasilero que jugaba como delantero y cuyo último club fue el Santos F. C..

## Trayectoria
Inició su carrera futbolística en el Taça de Luz y tras atesorar su calidad como jugador en clubes como Tuno Luso, Remo y Paysandú y, en especial el Santos brasileño, fichó en 1996 por el F. C. Barcelona. En este equipo Giovanni consiguió cinco títulos nacionales, además de la Recopa de Europa y la Supercopa de Europa que englosan ya su palmarés. Disfrutó jugando al fútbol con grandes jugadores: Luis Enrique, Hristo Stoichkov, Guardiola, Ronaldo,  entre otros y además haciendo grandes goles, quizás el más recordado entre los aficionados culés fue el que hizo en el Santiago Bernabéu ante el Real Madrid que sirvió para darle la victoria al F. C. Barcelona y en el que Giovanni celebró su gol dedicando unas polémicas «butifarras» a los aficionados «merengues» que dieron mucho que hablar. Ese mismo año marcó el gol que le daba el título de liga al F. C. Barcelona en un partido en el Camp Nou contra el Real Zaragoza.
Asimismo, el estar en un gran club le sirvió para jugar con la selección de fútbol de su país y estar convocado para jugar en el mundial de Francia 1998. Su participación se limitó a cuarenta y cinco minutos en el primer partido, en el que Brasil ganó 2-1 a Escocia. A pesar de esto, se criticó su nivel de juego y no jugó en lo que restó del mundial.
Tal mala fortuna continuó en la siguiente temporada (98-99) con su club. Giovanni mostró su malestar por las funciones que le asignaba realizar Louis van Gaal en el terreno de juego, lo que acabó con la no inclusión del jugador en las convocatorias del equipo y por consiguiente no tener minutos para desarrollar su juego. Aun así, su enorme calidad con el balón en los pies no sería olvidada por los clubes europeos, y en julio de 1999 fichó por el equipo griego del Olympiacos F. C.. En el 2000 consiguió su primer campeonato griego y el título de mejor jugador extranjero en la temporada.

## Clubes
| Club                     | País           | Año         |
| ------------------------ | -------------- | ----------- |
| Tuna Luso                | Brasil         | 1991 - 1992 |
| Clube do Remo            | Brasil         | 1993        |
| Paysandu Sport Club      | Brasil         | 1994        |
| Sãocarlense              | Brasil         | 1994        |
| Santos F. C.             | Brasil         | 1994 - 1996 |
| F. C. Barcelona          | España         | 1996 - 1999 |
| Olympiacos F. C.         | Grecia         | 1999 - 2005 |
| Santos F. C.             | Brasil         | 2005 - 2006 |
| Al Hilal Football Club   | Arabia Saudita | 2006        |
| Ethnikos Piraeus F.C.    | Grecia         | 2006        |
| Sport Club do Recife     | Brasil         | 2007 - 2008 |
| Mogi Mirim Esporte Clube | Brasil         | 2009        |
| Santos F. C.             | Brasil         | 2010        |

## Palmarés

### Campeonatos regionales (2)
| Título              | Club          | Sede      | Año  |
| ------------------- | ------------- | --------- | ---- |
| Campeonato Paraense | Clube do Remo | Pará      | 1993 |
| Campeonato Paulista | Santos F. C.  | São Paulo | 2010 |

### Campeonatos nacionales (11)
| Título               | Club             | País   | Año     |
| -------------------- | ---------------- | ------ | ------- |
| Supercopa de España  | F. C. Barcelona  | España | 1996    |
| Copa del Rey         | F. C. Barcelona  | España | 1996-97 |
| Primera División     | F. C. Barcelona  | España | 1997-98 |
| Copa del Rey         | F. C. Barcelona  | España | 1997-98 |
| Primera División     | F. C. Barcelona  | España | 1998-99 |
| Super Liga de Grecia | Olympiacos F. C. | Grecia | 1999-00 |
| Super Liga de Grecia | Olympiacos F. C. | Grecia | 2000-01 |
| Super Liga de Grecia | Olympiacos F. C. | Grecia | 2001-02 |
| Super Liga de Grecia | Olympiacos F. C. | Grecia | 2002-03 |
| Super Liga de Grecia | Olympiacos F. C. | Grecia | 2004-05 |
| Copa de Grecia       | Olympiacos F. C. | Grecia | 2004-05 |

### Campeonatos internacionales (3)
| Título              | Equipo (*)          | Sede     | Año     |
| ------------------- | ------------------- | -------- | ------- |
| Recopa de Europa    | F. C. Barcelona     | Róterdam | 1996-97 |
| Supercopa de Europa | F. C. Barcelona     | Dortmund | 1997    |
| Copa América        | Selección de Brasil | Bolivia  | 1997    |

- (*) Incluyendo la selección